# Дьеме, Яя
Яя Дьеме (фр. Yaya Diémé; родился 16 октября 2007, Зигиншор, Сенегал) — сенегальский футболист, вингер клуба «Диамбарс».

## Клубная карьера
Яя Дьеме — воспитанник клуба «Диамбарс».

## Карьера в сборной
Весной 2023 года Дьеме вместе с сборной Сенегала до 17 лет выиграл юношеский Кубок африканских наций, забив за турнир один гол в ворота Сомали.

## Достижения
Сборная Сенегала (до 17 лет)
- Обладатель Кубка африканских наций (до 17 лет): 2023